# Lars Gullin

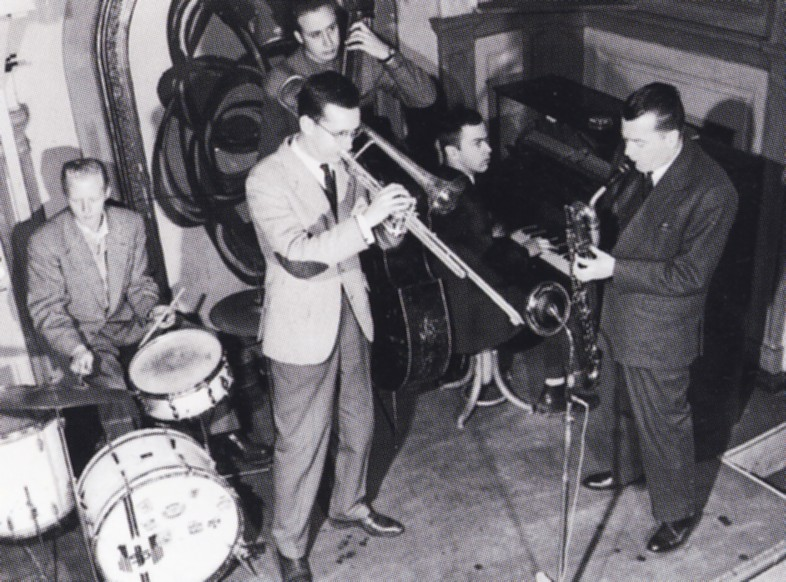
Lars Gullin mit dem Stig Söderqvist Quintett im Tanzpalast Nalen

Lars Gunnar Victor Gullin Aussprache [ˌlɑːʂ gɵˈliːn] (* 4. Mai 1928 in Visby, Gotland; † 17. Mai 1976 in Vissefjärda) war ein schwedischer Jazz-Saxophonist (Bariton), gelegentlicher Pianist und Komponist des Cool Jazz (und Bebop), der als einer der wenigen europäischen Jazzmusiker in den 1950er Jahren auch in den USA größere Anerkennung fand. Sein bekanntestes Stück ist das 1954 aufgenommene „Danny’s Dream“.

## Leben und Wirken
Gullin spielte schon als Kind Akkordeon, mit dem er sogar einen Preis gewann. Er begann schon mit fünf Jahren einfache Polkas zu komponieren, spielte mit 13 Jahren Klarinette in einer Militärband in Visby, die auch den Kern des lokalen klassischen Orchesters bildete, und in lokalen Jazzcombos, die teilweise von Benny Goodman inspiriert waren, teilweise vom Dixieland. Seine professionelle Karriere als Jazzmusiker begann mit seinem Umzug nach Stockholm 1947. Ursprünglich wollte er klassischer Pianist werden und studierte an der Musikakademie und privat bei Sven Brandel, komponierte aber auch schon z. B. ein Klavierkonzert, das sogar im Rundfunk übertragen wurde. 1946 spielte er in einer Tanzband, 1947 Alt-Saxophon und Klarinette in der Charles Redland Bigband im Winterpalast, in der Band von Arthur Österwall und danach in der mehr Jazz-orientierten Bigband von dessen Bruder Seymour Österwall. Dort spielte er mit einigen Bandmusikern Bebop (auch die Bigband spielte Dizzy Gillespie Stücke, die sie 1948 in dessen Stockholmer Konzert hörten) und wechselte -anfangs durch Zufall- zum Baritonsaxophon. Er erkannte die Möglichkeiten dieses Instruments für sich, insbesondere beeinflusst durch den Cool Jazz von Gerry Mulligan und Lee Konitz auf den Birth of the Cool Aufnahmen von Miles Davis. Seine ersten Aufnahmen machte er mit der Österwall Bigband und dann mit Zoot Sims 1950.
Von Dezember 1950 bis zum Frühjahr 1951 tourte Gullin mit dem Quintett des kurz zuvor aus den USA (wo er u. a. mit Woody Herman und auch kurz mit Charlie Parker gespielt hatte) zurückgekommenen Trompeters Rolf Ericson. Im selben Jahr bildete dieser mit dem Altsaxophonisten und Klarinettisten Arne Domnérus eine Hausband (Sextett) für den Tanzpalast Nalen, wo die Musiker vorher zwischen Auftritten zu Jam-Sessions zusammengekommen waren, mit Gullin und dem aus Chicago gebürtigen Jack Norén am Schlagzeug. Sowohl Ericson als auch Gullin und Norén verließen die Nalen-Band, die bis in die 1970er Jahre eine schwedische Institution war, 1952. Gullin war sehr gefragt und spielte mit durchreisenden Musikern wie James Moody (Aufnahmen 1951), Stan Getz (1951, 1958), Clifford Brown (1953 mit Art Farmer), Lee Konitz (1951 und öfter, so in Köln 1956 mit Hans Koller und zuletzt 1973), Jutta Hipp (1955).
1953 bildete er seine eigene Gruppe, die kurz darauf wegen eines von Gullin verschuldeten Autounfalls, bei dem aber niemand in der Band ernsthaft verletzt wurde, wieder aufgelöst wurde. Zwei 1953 bei Contemporary Records erschienene LPs führten dazu, dass ihn Down Beat 1954 zum Best Newcomer wählte und seine späteren Alben in den USA von Atlantic Records vertrieben wurden. Sein leichter Ton und sein flüssiges Spiel auf dem Bariton mit einem Einfluss schwedischer Volksmusik, den man zusammen mit einem melancholischen skandinavischen Unterton zu hören glaubte, setzten ihn bei Hörern und Kritikern in den USA zeitweise auf gleiche Stufe mit Gerry Mulligan.
Im Oktober 1955 tourte Gullin mit Chet Baker in Europa – die Tour wurde allerdings durch den Heroin-Tod des Pianisten Dick Twardzik in Paris überschattet. Die Leiche wurde von Gullin, der Twardzik persönlich nahestand, im Hotel entdeckt. Auch Gullin hatte Drogenprobleme, die seiner Karriere schwer schadeten. 1955/6 nahm er auch viel in Deutschland auf, z. B. mit Baker und Caterina Valente. 1958 war er überwiegend krank und tourte im folgenden Jahr wieder mit Chet Baker in Italien, wo er auch mit dem Altsaxophonisten Flavio Ambrosetti aufnahm und ebenfalls 1959 mit dem Kurt Edelhagen Orchester beim WDR in Köln. In den 1960er Jahren spielte er noch gelegentlich mit Jazz-Größen wie Archie Shepp (Aufnahmen 1963 in Kopenhagen The house I live in) und 1964 mit dem Tenorsaxophonisten Harry Bäcklund und dem Altsaxophonisten Rolf Billberg. 1973 nahm er die von ihm komponierte Aeros Aromatic Atomica Suite auf (erschienen bei EMI), nahm im selben Jahr mit Konitz und 1975 mit Monica Zetterlund auf (wie schon 1960). Er starb 1976 an einem Herzanfall (verursacht durch seinen Methadon-Konsum).
Lee Konitz nahm 1983 ein Tribut-Album Dedicated to Lee .. Play the Music of Lars Gullin (Dragon Records) mit dem Pianisten Lars Sjösten auf. Zu seiner Erinnerung wird seit 1997 der Lars-Gullin-Preis vergeben.
Der Charakter des Lars im schwedischen Film Sven Klangs Kvintett, der im Milieu schwedischer Jazzmusiker in den 1950er Jahren spielt, basiert auf Gullin.
Sein Sohn Peter Gullin war ebenfalls Baritonsaxophonist und Komponist (sein Vater widmete ihm die Komposition Peter of April).

## Diskografie

### Als Leader
- Lars Gullin Vol.1-9, Dragon Records (ab 1955)
- Portrait Of My Pals (EMI, 1964)
- Aeros Aromatic Atomica Suite (EMI, 1972/73)
- Like Grass (EMI, 1973)
- Bluesport (EMI, 1974)
- Lars Gullin, Harry Bäcklund Alma Mater, Alma, Almah, Anagram Records (Aufnahme Stockholm 1964) sowie als Sideman auf Harry Bäcklund Remembering Harry, Rolf Billberg Altosupremo, beide bei Anagram Records

### Als Sideman
- Åke Persson: The Great (Four Leaf Clover, 1951–57)
- Clifford Brown: Memorial (OJC, 1955)
- Rolf Ericson: Rolf Ericson & The American Stars (Dragon, 1956)
- Stan Getz: In Sweden 1958-60 (Dragon)
- Monica Zetterlund: Swedish Sensation! (EMI, 1958–60)
- Nils Lindberg: Sax Appeal & Trisection (Dragon, 1960–63)
- Nils Lindberg: Symphony No. 1 & Jazz From Studio A (Dragon, 1961–63)
- Brew Moore: Svinget 14 (Black Lion, 1962)
- Archie Shepp - Lars Gullin Quintet: The House I Live In (Steeplechase, 1963)